# Huis Unger
Huis "Unger" aan de Parklaan 29a in Bussum, in de wijk Het Spiegel is een atelierwoning, oorspronkelijk gebouwd in 1901 en verbouwd in 1981 voor Gerard Unger en zijn vrouw Marjan Unger.

## Geschiedenis
In 1901 werd voor de kunstschilder Thomas Cool aan de hoek Boslaan, Parklaan in Bussum een villa ontworpen door de architect Cornelis Kruisweg met daarbij een losstaand atelier in de tuin. Na diverse andere bewoners werd het atelier aangekocht in 1981 door het echtpaar Unger en werd het perceel waarop de atelier kadastraal afgesplitst van de hoofdwoning.

## Bouwstijl
Het atelier werd door de architect Mart van Schijndel die bevriend was met het echtpaar verbouwd tot een groter geheel in een Post Modernisme bouwstijl.

### Exterieur
De verbouwing is gedaan met behoud met kenmerken van de oude baksteenstructuur met o.a. een getand metselwerk en waarbij zoveel mogelijk getracht is de nieuwe bakstenen van de uitbouw aan de achterkant en de entree aan de voorkant te laten aansluiten in een soortgelijke kleur als de oorspronkelijke oude bakstenen. Een aantal elementen zoals het metselwerk onder de gootlijst en aan de voor- en achterkant van het pand bevestigde muurankers zijn daarbij behouden als verwijzing naar de oorspronkelijke staat van het gebouw.

### Interieur
De indeling van het huis met een entree aan de Parklaan met twee trappen die leiden tot een hoofdentree is verdeeld over verschillende niveaus. Onder de entree is de garage gesitueerd met de doka, die via een schuine helling toegankelijk is. Bij de hoofdentree is een golvende muur van glasbouwstenen gebruikt, die vormgegeven is naar de kuit van de opdrachtgeefster. 
Vanuit een schuin oplopende blauw geverfde trap is naar beneden de keuken bereikbaar, naar boven leidt de trap naar het atelier die op het noord oosten gesitueerd is en naar de privé vertrekken.
Opvallend zijn hier zijn de kleurstellingen met blauw, rood en geel, die doorgevoerd zijn op de trappen en de deuren, en een tegelvloer in de keuken die uit een palet van kleuren bestaat.

## Heden
In 2017 werd door het echtpaar Unger het huis geschonken aan de Vereniging Hendrick de Keyser, die het pand na het overlijden van het echtpaar in 2018, nadien in 2020 voor een groot gedeelte teruggebracht heeft in de oorspronkelijk staat van 1981. Het huis heeft na deze opknapbeurt weer de mogelijkheid om in de nabije toekomst gehuurd te kunnen worden.
Sinds eind 2023 wordt het huis weer bewoond, nu door huurders.

## Externe link

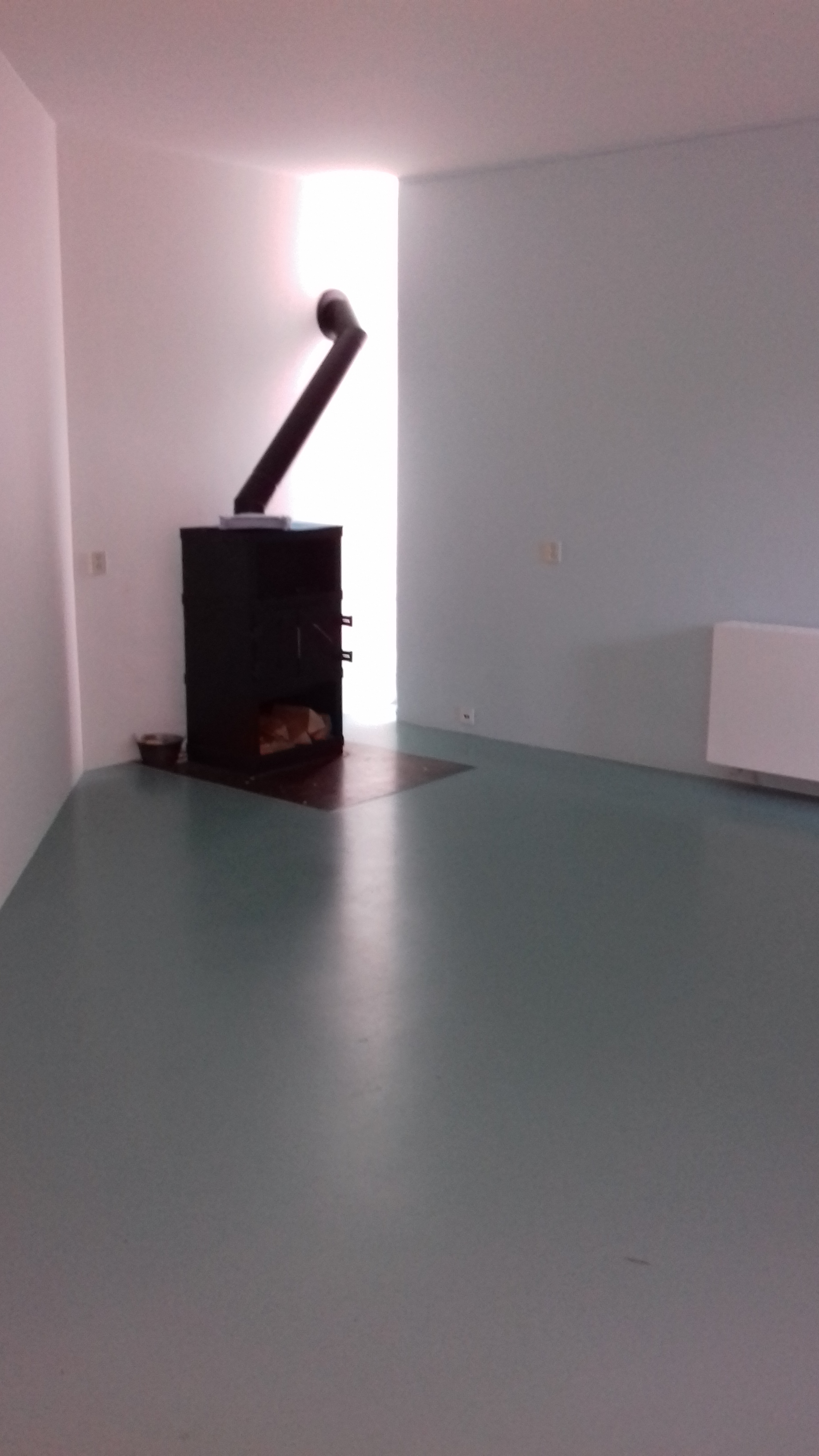
Entree Huis Unger, huiskamer
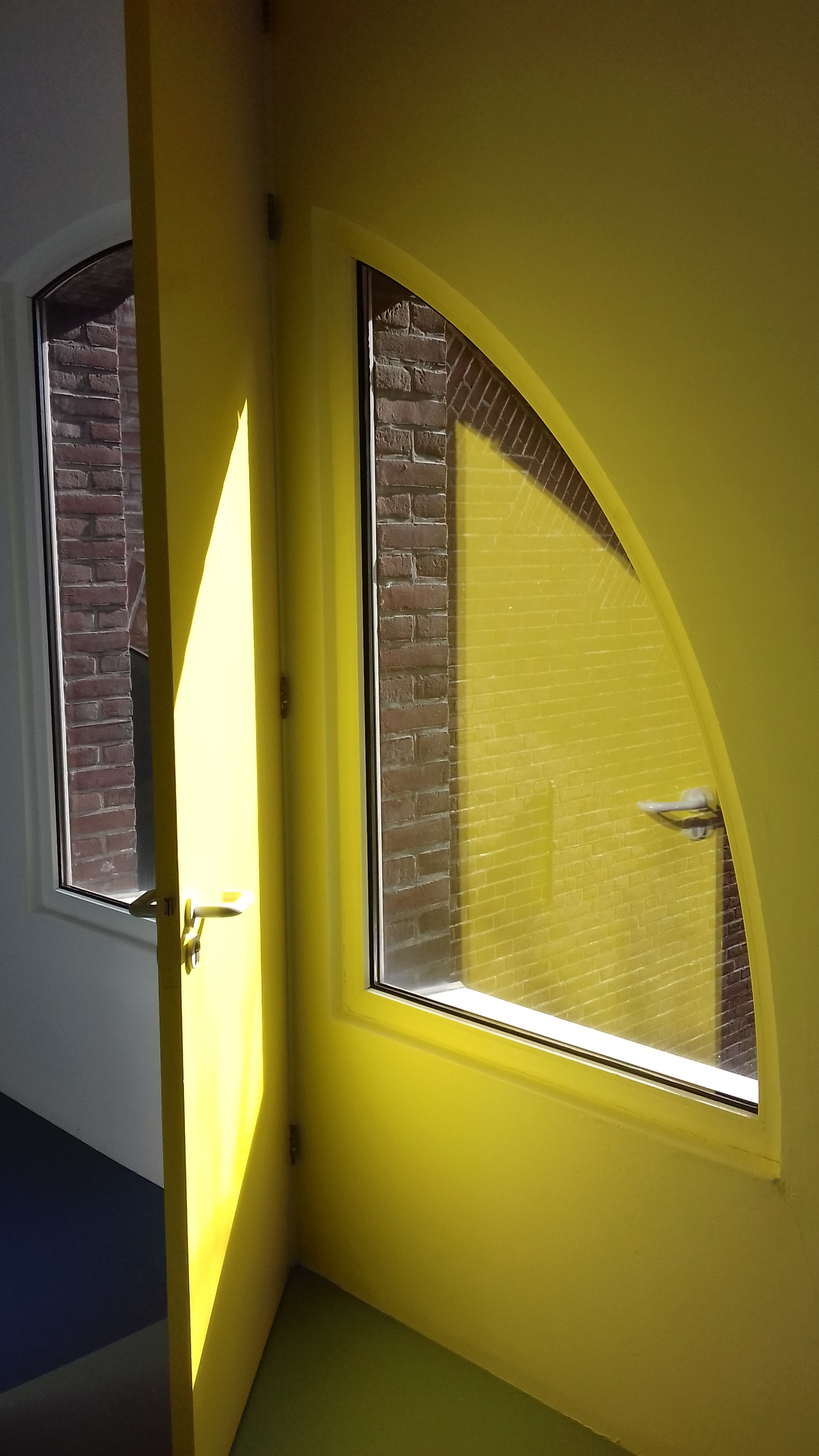
Binnendeur Huis Unger
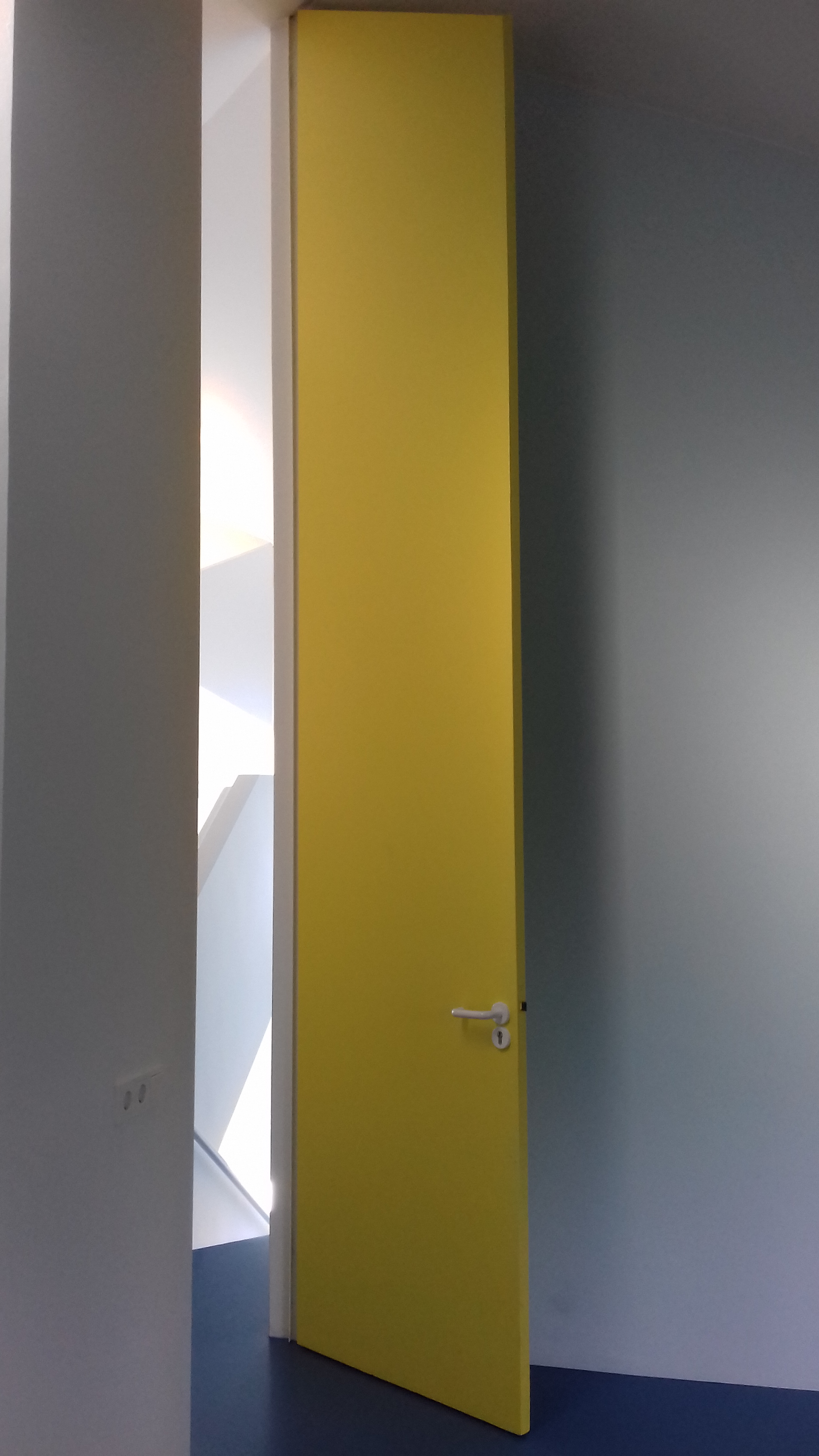
Binnendeur Huis Unger, atelier
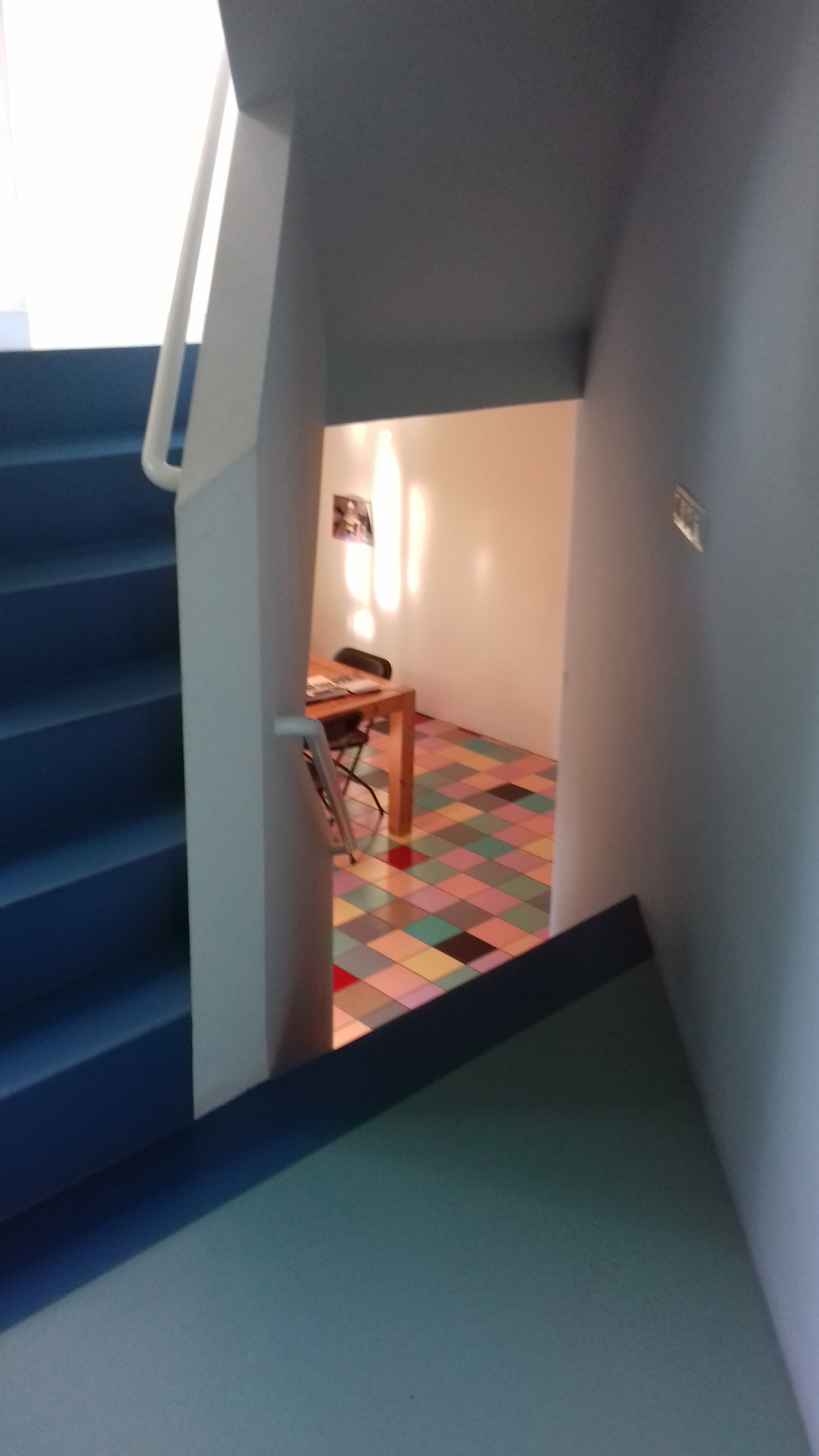
Interieur Huis Unger, trapportaal